# 바바루아

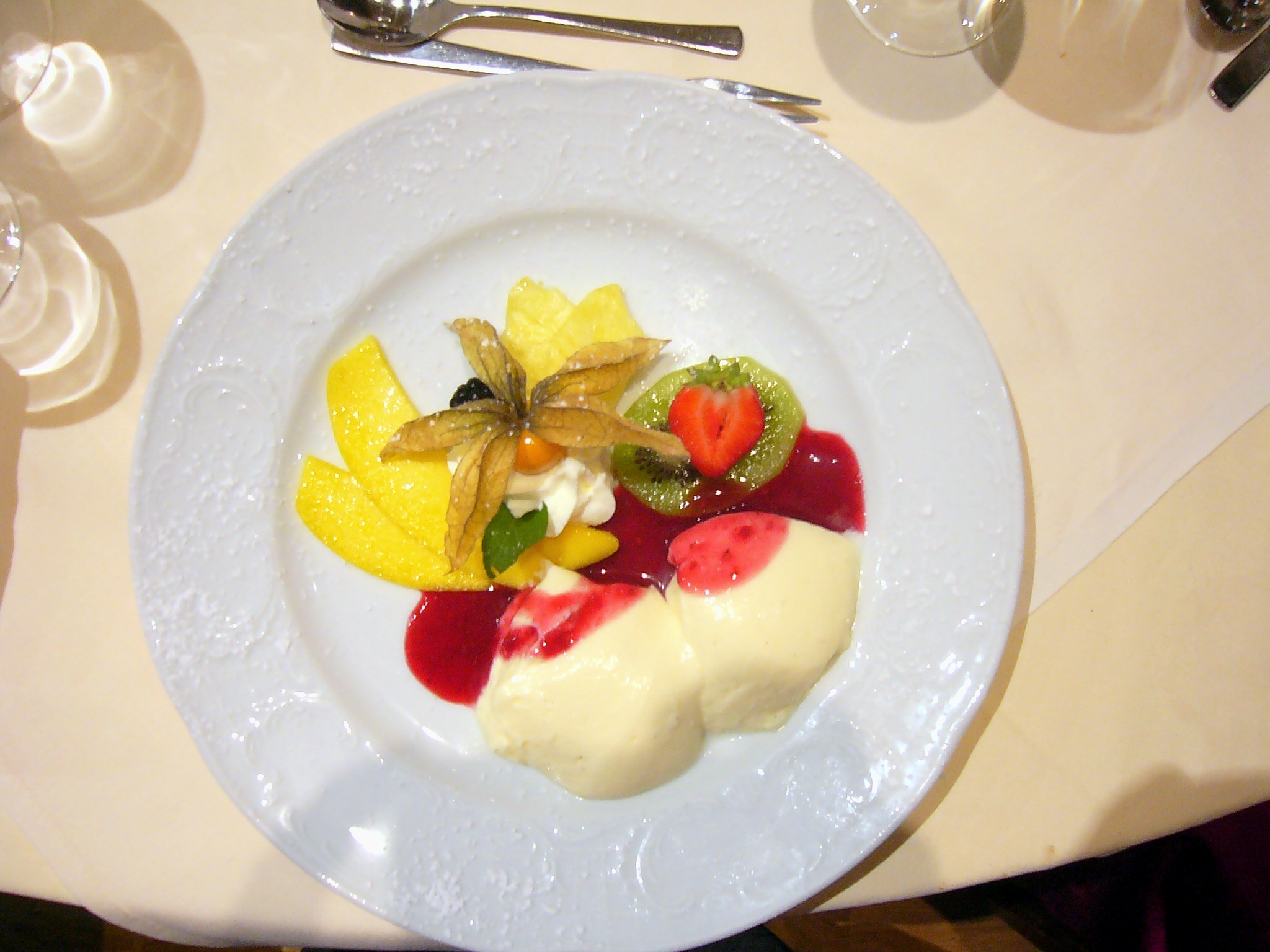
바바루아

바바루아(bavarois)는 우유, 달걀, 설탕, 향료, 젤라틴 및 거품을 낸 생크림으로 만든 디저트이다.

## 같이 보기
- 판나 코타